# Fay Lanphier
Fay Lanphier (12 décembre 1905 - 21 juin 1959) est un mannequin américain, notamment connue pour ses titres de Miss California (en) 1924 et Miss America, en 1925,.

## Biographie
Fay Lanphier est née à El Dorado (en), en Californie. Elle est l'aînée des six enfants de Percival Caspar Lanphier et Emily Elenora Olson. Elle obtient son diplôme de l'école secondaire d'Oakland, en 1924. Elle travaille un temps en tant qu'employée de bureau mais ambitionne de faire carrière dans le cinéma.
En 1925, elle est élue reine du tournoi de la parade des roses. Elle est aussi la première Miss Californie à devenir Miss America. Avant d'être Miss Californie, elle était aussi Miss Santa Cruz (1924).
Elle apparaît dans le film de la Paramount Pictures, Vénus moderne (1926),, qui comporte une scène de concours de beauté, avec en co-vedette Louise Brooks. En 1928, elle joue dans le film Laurel et Hardy à l'âge de pierre.
Au niveau familial, elle se marie avec Sidney M. Spiegel, fils de Joseph Spiegel (en), pendant six mois,. En 1931, elle épouse Winfield Daniels, son amoureux de lycée, avec qui elle aura deux filles. Elle vit à Oakland (Californie), jusqu'à sa mort d'une pneumonie aiguë, à 53 ans.

### Source de la traduction
- (en) Cet article est partiellement ou en totalité issu de l’article de Wikipédia en anglais intitulé « Fay Lanphier » (voir la liste des auteurs).